# Kulturgebundenes Syndrom
Als kulturgebundenes Syndrom (englisch culture-bound syndrome, kurz CBS) werden in der Medizin, Klinischen Psychologie, Medizinethnologie und Ethnomedizin psychische oder somatische Symptome bezeichnet, die auf eine bestimmte (ethnische) Gesellschaft oder Kultur beschränkt sind und bei denen biochemische Ursachen oder Organveränderungen nicht nachweisbar sind. In anderen Kulturen ist das Krankheitsbild unbekannt.
Der Begriff wurde 1994 in das amerikanische Diagnostic and Statistical Manual of Mental Disorders (DSM-IV) aufgenommen; im Anhang 1 dieses Werkes ist auch eine Übersicht der häufigsten kulturgebundenen Syndrome verzeichnet.

## Merkmale
Kulturgebundene Syndrome weisen folgende Merkmale auf:
1. kulturinterne Einstufung als echte Krankheit
2. großer Bekanntheitsgrad innerhalb der Kultur
3. fehlende Kenntnis dieser Krankheit in anderen Kulturen
4. keine nachweisbaren biochemischen oder organischen Ursachen
5. Diagnose und Therapie erfolgen meist innerhalb der lokalen Volksmedizin

Einige kulturgebundene Syndrome können körperliche Symptome aufweisen (beispielsweise Schmerzen, funktionelle Körperstörungen), während andere sich ausschließlich in Verhaltensstörungen äußern.

## Problematik
Kulturgebundene Syndrome sind sowohl in der Anthropologie als auch in der evidenzbasierten Medizin Gegenstand kontroverser Diskussionen. Insbesondere das interdisziplinäre Feld der Ethnopsychologie befasst sich mit der Frage, inwiefern psychische Störungen kulturabhängig interpretiert werden können. Dabei steht die grundlegende Problematik im Mittelpunkt, dass Vorstellungen von „Normalität“ und „Abweichung“ stark kulturell geprägt sind. Der DSM-IV (Diagnostisches und Statistisches Manual Psychischer Störungen) weist explizit darauf hin, dass bestimmte Erfahrungen, die im westlichen Raum als Hinweise auf psychische Erkrankungen gelten, in anderen Kulturen als sozial akzeptiert oder sogar positiv bewertet werden können. Wenn etwa psychische Phänomene wie Halluzinationen in bestimmten Gesellschaften als normal oder religiös bedeutsam gelten, während sie im westlichen Kontext als Symptome einer psychischen Erkrankung bewertet werden, stellt sich die Frage nach der universellen Gültigkeit psychiatrischer Krankheitskategorien.
Einer der Begründer Ethnopsychiatrie, George Devereux, betonte in diesem Zusammenhang: "'Normalität' und 'Abnormalität' ist eng mit dem Konzept der Kultur verbunden". Eine Person, die in einer Kultur als "verrückt" gilt, könnte in einer anderen völlig unauffällig sein. Das bringt Psychiatrie an ihre Grenzen und wirft nicht nur die Frage auf, wieso bestimmte Verhaltensweisen als "abnormal" wahrgenommen werden, sondern vor allem, wieso sie als "krank" und "behandlungsbedürftig" gelten. Die Vielfalt an Subkulturen, Migrations- und Flüchtlingsgemeinschaften innerhalb moderner Gesellschaften wirft die Frage auf, wie mit Verhaltensweisen umzugehen ist, die innerhalb einer Herkunftskultur als unauffällig gelten, im Aufnahmekontext jedoch als abweichend wahrgenommen werden (und vice versa). Wenn etwa eine Person, deren Verhalten in der eigenen Gemeinschaft sozial akzeptiert ist, in einer neuen kulturellen Umgebung als „auffällig“ gilt, stellt sich die Frage, wie universell westliche Psychiatrie wirklich wahrgenommen werden sollte.

## Auswahl kulturgebundener Syndrome

### Afrika
- Ufufuyane: eine Verhaltensstörung in Südafrika und Kenia bei den Bantu und Zulu

### Europa und Nordamerika
- Anorexia nervosa: seelisch bedingte Essstörung
- Bulimie: seelisch bedingte Essstörung

### Lateinamerika
- Susto: Angstzustände und körperliche Beschwerden durch emotionale Traumata oder Mitleiden mit anderen[4][5]
- Grisi siknis: eine Art von Hysterie bei den Miskito in  Nicaragua und Honduras

### Arktische Regionen
- Pibloktoq: arktische Hysterie

### China
- Qigong psychotische Reaktion: psychotische Episode infolge von intensivem Praktizieren von Qigong mit Dauer von mehreren Tagen oder Wochen
- Suo yang: ähnlich wie Koro
- Frigophobie, Mandarin pa-len oder wei-han: Angst vor Kälte

### Taiwan
- Hsieh-ping: „Geisterkrankheit“ mit Trancezuständen[6][7]

### Japan
- Hikikomori: Menschen, die sich freiwillig in ihrer Wohnung oder ihrem Zimmer einschließen und den Kontakt zur Gesellschaft auf ein Minimum reduzieren
- Taijin Kyōfushō: soziale Angst, andere Personen durch bestimmtes Verhalten oder Auftreten zu beleidigen

### Indien
- Dhat-Syndrom: Furcht vor Samenverlust und daraus folgenden Verlust von Lebensenergie

### Malaysia, Indonesien, Philippinen
- Amok: Gewalthandlungen mit Todesfolgen
- Koro: Furcht davor, dass sich der Penis in das Körperinnere zurückzieht und der Tod eintritt; seltener bei Frauen, bei diesen bezogen auf Brüste oder Schamlippen
- Latah: psychische Störung